# Burt's Bees
Burt's Bees là một công ty sản xuất sản phẩm chăm sóc cá nhân của Mỹ chuyên cung cấp sản phẩm ra thị trường quốc tế. Công ty là một công ty con của Clorox miêu tả bản thân như là "thân thiện với Trái Đất, Công ty Chăm sóc Cá nhân từ thiên nhiên".
sản xuất các sản phẩm chăm sóc cá nhân, sức khoẻ, vẻ đẹp và vệ sinh cá nhân. Trong năm 2007, công ty cung ứng trên 197 sản phẩm chăm sóc da mặt và cơ thể, chăm sóc môi, chăm sóc tóc, chăm sóc em bé, chải chuốt nam giới và phương pháp trị liệu ngoài trời. Kể từ đó, sản phẩm công ty đã phân phối tại gần 30.000 cửa hàng bán lẻ bao gồm cửa hàng tạp hoá và chuỗi hiệu thuốc trên khắp Hoa Kỳ, Vương quốc Liên hiệp, Ireland, Canada, Australia, Đức, Hong Kong, Đài Loan và New Zealand từ trụ sở ở Durham, Bắc Carolina.
Burt's Bees sản xuất sản phẩm với thành phần tự nhiên bằng cách sử dụng chế biến tối thiểu như chưng cất/ngưng tụ, chiết suất/hấp nấu/nấu áp suất hơi và thủy phân để duy trì độ tinh khiết của những thành phần này. Ngoài ra, mỗi sản phẩm đều có một "chuẩn mực tự nhiên" cho phép tỷ lệ phần trăm các thành phần tự nhiên trong sản phẩm đó, thường có mô tả thành phần chi tiết.
Xuất xứ từ Maine vào những năm 1980, công việc kinh doanh bắt đầu khi người đồng sáng lập Roxanne Quimby bắt đầu làm nến từ sáp ong thừa lại của Burt Shavitz. Điều này cuối cùng dẫn đến đóng chai và bán mật ong, một thực tiễn đã dần dần suy giảm khi công ty phát triển như một tập đoàn. Cuối cùng, các sản phẩm khác sử dụng mật ong và sáp ong, bao gồm cả xi đánh bóng đồ gỗ và bơ ăn được, đã được bán, trước khi chuyển sang dây chuyền chăm sóc cá nhân. Cuối năm 2007, Clorox mua lại Burt's Bees với giá $925 triệu USD.